# Scyliorhinus torazame
Scyliorhinus torazame är en hajart som först beskrevs av Tanaka 1908.  Scyliorhinus torazame ingår i släktet Scyliorhinus och familjen rödhajar. IUCN kategoriserar arten globalt som livskraftig. Inga underarter finns listade i Catalogue of Life.